# 샤리프 압두르라힘
줄리어스 샤리프 압두르라힘(영어: Julius Shareef Abdur-Rahim, 1976년 12월 11일~)은 미국의 은퇴한 농구 선수이다. 선수 시절 포지션은 파워 포워드와 스몰 포워드로 NBA 밴쿠버 그리즐리스와 애틀랜타 호크스 포틀랜드 트레일블레이저스, 새크라멘토 킹스 소속으로 활동했다. 은퇴 후에는 새크라멘토 킹스 코치, 리노 빅혼스 단장, NBA 농구 운영 담당 부총재를 맡았으면, 현재 NBA G 리그 총재를 맡고 있다.